# Анджей Фанґор

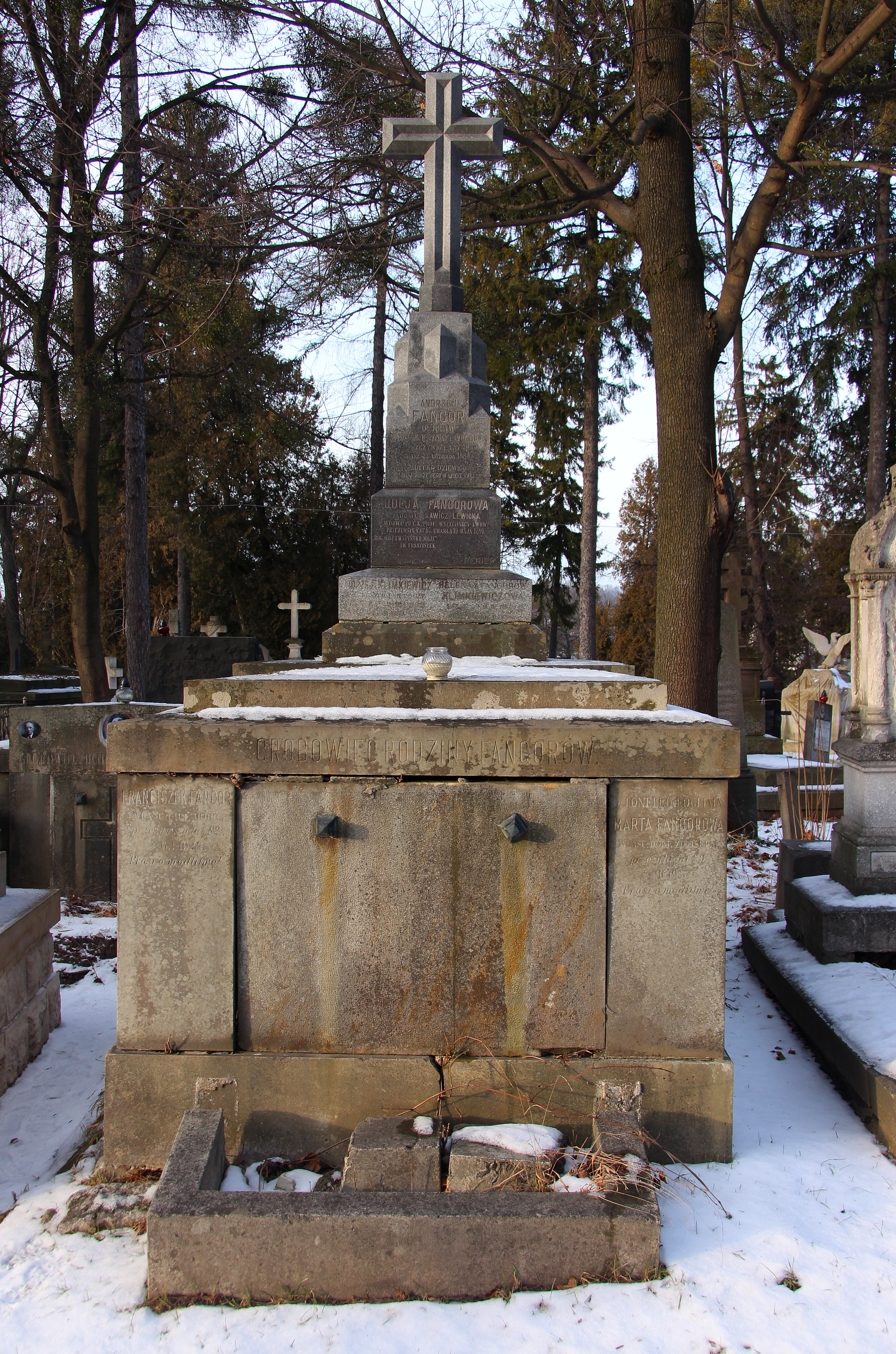

Анджей Фангор (пол. Andrzej Fangor; 1814 — 23 листопада 1884) — юрист, професор, у 1859—1860 роках ректор Львівського університету.

## Біографія
Випускник юридичного факультету Львівського університету. Захистив докторський ступінь 5 червня 1841 року і став доцентом юридичного факультету. Флоріяна Земялковського, якого раніше пропонували на цю посаду, заарештували за підозрою в державній зраді. У 1847 році на 2 роки його перевели до Кракова до Ягеллонського університету, у 1849 році він повернувся до Львова, зайнявши кафедру цивільного права. 14 червня 1855 року його призначили професором права, довіривши йому лекції з польського права, а в 1870 році додатково з гірничого права. Його кілька разів обирали на посаду декана юридичного факультету, а в 1859 році йому довірили функцію ректора. У 1847—1865 роках він був національним адвокатом. До призначення Йозафата Зелонацького професором права він був єдиним поляком серед професорів права.
Похований у родинному гробівці на 71 полі Личаківського цвинтаря.